# Duara
Duara is een bestuurslaag in het regentschap Lingga van de provincie Riau-archipel, Indonesië. Duara telt 2370 inwoners (volkstelling 2010).